# Festival France Odeon di Firenze
France Odeon è una manifestazione cinematografica italiana dedicata al cinema francese.

## Storia
Fondato nel 2009 a Firenze da Francesco Ranieri Martinotti, in continuità con l'esperienza di France Cinéma, il festival si svolge ogni anno alla fine di ottobre e per lo più in coincidenza con la festività di Ognissanti e si avvale della prestigiosa collaborazione del critico Aldo Tassone. Il nome è un omaggio all'Odéon di Parigi ma deriva anche dalla sala storica fiorentina nella quale si sono svolte le prime sette edizioni.
France Odeon di cui è presidente onorario Jack Lang opera in stretta collaborazione con l'Istituto Francese di Firenze, l'Ambasciata di Francia e la Regione Toscana, e propone una selezione di film francesi con proiezioni in sale cinematografiche fiorentine come il Cinema La Compagnia, il Cinema Odeon, il cinema Spazio Alfieri e presso la sala teatro dell’istituto francese.
France Odeon ha fatto parte della 50 Giorni di Cinema Internazionale a Firenze, prestigioso evento dell'autunno fiorentino che ha concluso la sua missione promozionale nel 2016.
È stato Charles Aznavour il primo ospite del festival che nell'inaugurazione del 2009 ha ricevuto dalle mani dell'allora Sindaco di Firenze Matteo Renzi il Giglio d'argento. Altro ospite d'onore della prima edizione è stato Claude Miller al quale France Odeon ha dedicato un sentito omaggio, alla presenza del figlio Nathan, nel 2012 anno della sua scomparsa.
Altri significativi omaggi sono stati quelli resi a Alain Resnais e a Kate Barry con la mostra fotografica Actrices curata dalla giornalista Aline Arlettaz nel 2014 . Nel 2016 ospite d'onore è stato Gérard Depardieu.
France Odeon organizza anche importanti convegni sulle politiche culturali legate al cinema che mettono a confronto l'Italia e la Francia. Il primo nel 2012 in collaborazione con la Biennale Internazionale dei Beni Culturali e Ambientali Florens è stato dedicato al ruolo dei grandi Festival Internazionali nella valorizzazione del cinema di qualità. Tra gli altri sono intervenuti Piers Handling direttore e CEO del Festival di Toronto e Jack Lang. Nel 2014 con il convegno dal titolo "Belle toujours: la legge francese del cinema", alla presenza della senatrice Rosa Maria Di Giorgi e nel 2015 con quello intitolato "Cinema: direzione Centro"  si è dato avvio al processo riformatore del sistema normativo italiano in materia di cinema e audiovisivo. Nelle successive edizioni sono stati realizzati i convegni: Le società degli Autori: Italia e Francia, esperienze a confronto - Cinema La Compagnia (2016); Ragazzi bene educati (alle immagini) sulla formazione e educazione all'immagine -  Palazzo Sacrati Strozzi (2017).  Nel 2018 in occasione della 10ª edizione nella Sala di lettura dell'Institut Français si è tenuto il simposio "Italia Francia: immaginario comune" al quale hanno partecipato tra gli altri Marc Lazar (storico e politologo a Sciences Po-Parigi e Luiss-Roma), Italo Rota (architetto e designer), Cinzia Pasquali (storica dell’arte), Gian Luca Farinelli (Cineteca di Bologna), Anne-Dominique Toussaint (produttrice), Gilda Piersanti (scrittrice) e i numerosi registi presenti al festival. Nel 2019 il convegno era intitolato: Il restauro, DNA italo-francese: dall’arte al cinema, mentre nel 2020 a causa della pandemia il convegno  Italia, Francia e le infrastrutture europee della cultura si è svolto nella modalità webinar. Ad esso hanno partecipato tra gli altri l'ex ministro della Cultura francese, Aurelie Filippetti, e l'europarlamentare, Massimiliano Smeriglio.
Sempre nell'ambito della X edizione, in una cerimonia a Palazzo Vecchio, sono state consegnate "Le chiavi della città" al produttore Jean-Louis Livi la cui famiglia originaria di Monsummano Terme si trasferì in Francia negli anni venti in quanto antifascista.
Per ricordare i suoi 10 anni di attività, France Odeon, in collaborazione con l'Istituto Lorenzo de' Medici, ha pubblicato un libro commemorativo curato dalla giornalista Valentina Grazzini.
Dal 2014 al 2019, durante il mese di giugno, France Odeon ha proposto anche «Cannes a Firenze» una selezione in anteprima di una ventina di film dell’ultima edizione del festival francese.

## Galleria d'immagini

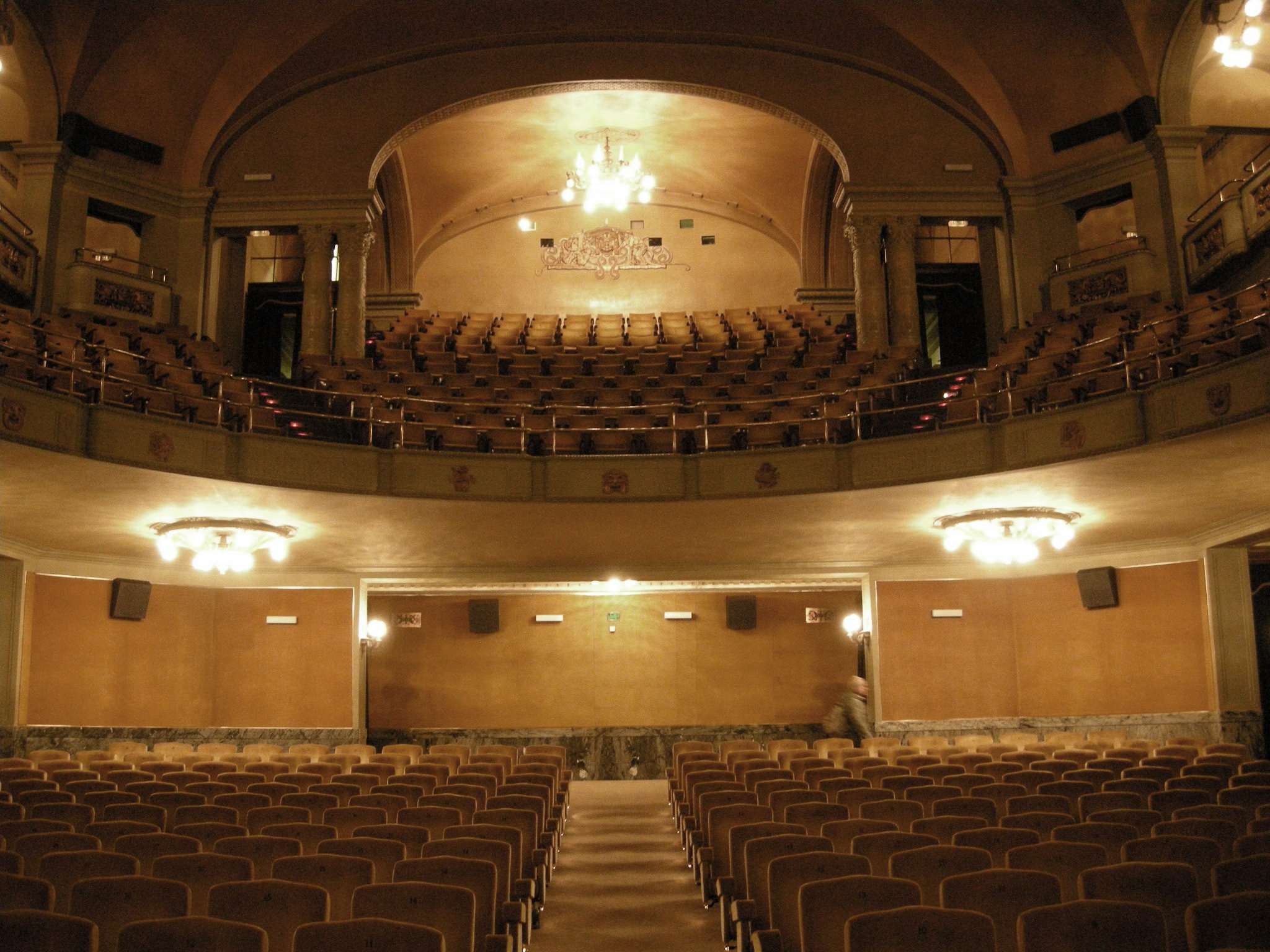
Il cinema Odeon - Palazzo dello Strozzino - Piazza Strozzi
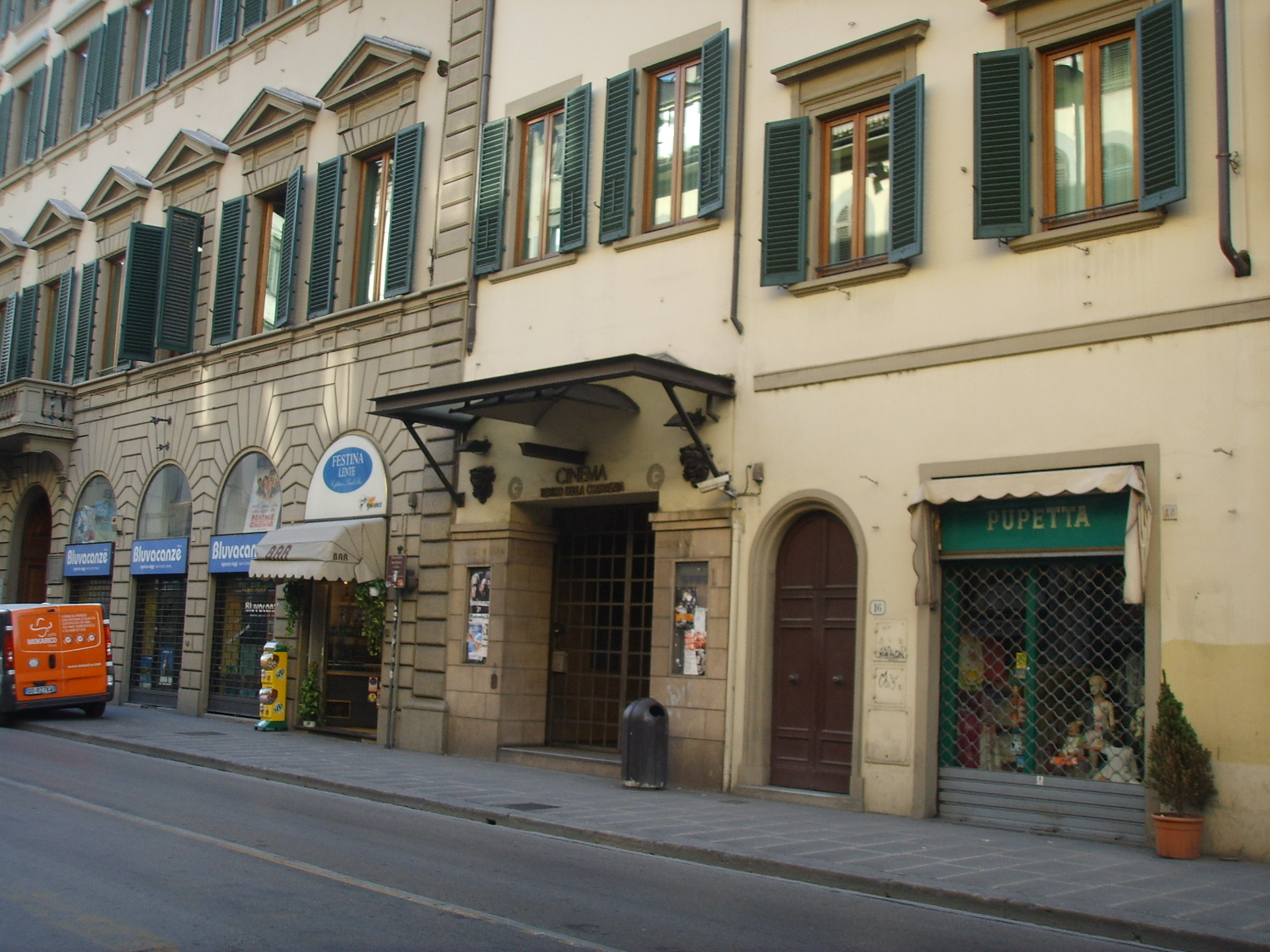
L'ingresso del teatro della Compagnia - Via Cavour
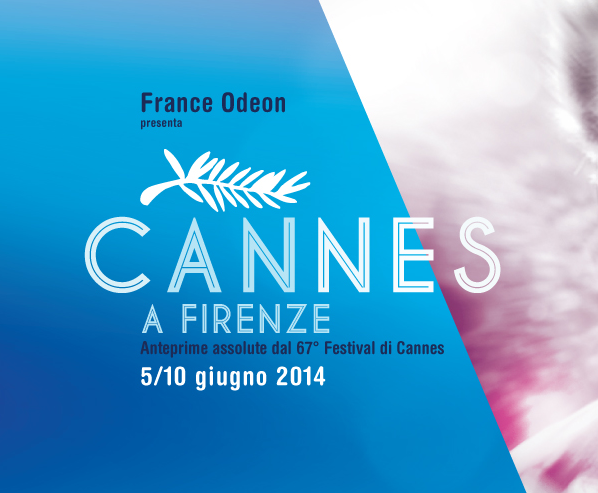
Locandina della prima edizione di «Cannes a Firenze» nel 2014